# Francia ai Giochi della XXVIII Olimpiade
La Francia partecipò ai Giochi della XXVIII Olimpiade, svoltisi ad Atene, Grecia, dal 13 al 29 agosto 2004, con una delegazione di 308 atleti impegnati in ventisette discipline.